# 瑞必達鎮區
瑞必達鎮區（發音：[ʃwèpjìθà mjo̰nɛ̀]）是緬甸仰光省明加拉顿县下辖的一个鎮區，位在仰光市北部。2014年人口343,526人，區域面積55.86平方公里。瑞必達鎮區下分15個小區和5個村組，該鎮區北邊與坦德賓鎮區接壤；東邊與明加拉頓鎮區接壤；西邊臨仰光河；南邊則與永盛鎮區接壤。瑞必達鎮區雖於1986年併入至仰光市，但該鎮區仍處在未開發階段且缺少基本的市政服務。瑞必達鎮區擁有43所小學、3所中學以及4所高級中學。